# Evansiola
Evansiola  (лат.) — род насекомых из семейства цикадок (Cicadellidae). Южная Америка: Острова Хуан-Фернандес (Juan Fernández, Чили), расположенные в южной части Тихого океана примерно в 670 км к западу от побережья Америки на широте Вальпараисо. Длина 4—5 мм. Цикадки с брахиптерными или субмакроптерными крыльями. Голова вдвое шире своей длины, выступает вперёд, оцеллии отсутствуют. Макросетальная формула задних бёдер равна 2+0 или 2+1. Обладают сходством с Agalliinae и Ulopinae. Таксономическое положение рода дискуссируется, его также включают в Ulopinae или в Megophthalminae. В 1977 году род был выделен в отдельное подсемейство Evansiolinae.
- Evansiola insularis Evans, 1957[4]
- Evansiola selkirki Evans, 1957